# Ignatius Gong Pin-Mei
Ignacio Gong Pinmei (Pudong, Shanghái, 1901-Stamford, Connecticut, 2000) fue un sacerdote y obispo católico de Shanghái.
El que fuera conocido como cardenal Kung fue obispo católico de Shanghái y administrador apostólico de Suzhou y Nanjing desde 1950, cargo que ocupó hasta su muerte. Fue ordenado sacerdote el 28 de mayo de 1930, y consagrado obispo -el primer obispo chino de Shanghái- en la fiesta de Nuestra Señora del Rosario, el 7 de octubre de 1949, después de que los comunistas hubieran tomado el poder en China. Gong Pin-Mei fue creado cardenal por el papa Juan Pablo II in pectore (en el corazón del Papa, sin previo aviso a cualquier persona en el mundo, incluyendo el propio cardenal) en 1979 a la edad de 78, cuando el cardenal estaba cumpliendo una condena perpetua de aislamiento en China. Finalmente fue proclamado cardenal, de modo público, doce años después el 28 de junio de 1991 por el papa Juan Pablo II. En el momento de su muerte, el cardenal Kung era el más anciano de los cardenales.
Gong Pinmei nació en 1901 en una familia de larga tradición católica en el entonces distrito rural de Pudong de Shanghái (en el lado oriental del río). Bautizado de niño, recibió su educación secundaria en el famoso barrio católico de Xujiahui (Zikawei en el dialecto de Shanghái) en el Colegio de San Ignacio, que estaba atendido por jesuitas franceses y chinos. Gong fue ordenado sacerdote en 1930, convirtiéndose en sacerdote secular y sirviendo a las comunidades católicas de la vicaría de Shanghái. 
En esa época, administraba esta región el jesuita francés Augusto Haouisee. A la muerte del obispo Haouisee en 1949, la Congregación para la Propagación de la Fe en Roma decidió dividir el vicariato en cuatro partes: las diócesis de Suzhou y Shanghái y dos vicariatos apostólicos, uno para ser dirigido por jesuitas de la Provincia de California y el otro por los jesuitas franceses de la Provincia de París, que había estado enviando misioneros a China desde 1842. Gong fue nombrado el primer obispo de la diócesis de Suzhou en 1949, que de ese modo comenzó su etapa como región independiente dirigida por su propio obispo chino. 
En agosto de 1950, Gong fue instalado como obispo de Shanghái en la Catedral de San Francisco Javier, en Dongjiadu, aunque conservó su posición como administrador apostólico de Suzhou. Después de su instalación, Gong comenzó a denunciar a las autoridades comunistas. En ese momento, los comunistas estaban tratando de dividir a los católicos chinos de sus correligionarios extranjeros, habiendo ya expulsado a muchos de los misioneros extranjeros. Unos años antes, en el cercano vicariato de Xuzhou, en 1947, por ejemplo, las tropas comunistas habían quemado y destruido varios edificios propiedad de la iglesia, incluyendo una escuela y una gran iglesia de piedra en Tangshan. Jesuitas francófonos de Canadá administraban ese vicariato. Los católicos chinos no se hacían por tanto muchas ilusiones en cuanto a lo que el futuro les deparaba si el Guomindang perdía la guerra civil. 
Desde el momento de su nombramiento y afrontando esta realidad política, el obispo Gong buscó activamente dinamizar y animar a los católicos de Shanghái y, de hecho, a las comunidades católicas en toda China. Lo hizo a través de su predicación pública, su apoyo a las asociaciones laicales populares como la Legión de María, y su promoción de algunas actividades públicas de la vida de la iglesia como procesiones y actos litúrgicos al aire libre. En 1951, dirigió una peregrinación de los católicos de Shanghái a Sheshan (también conocido por su nombre en el dialecto de Shanghái, Zose), con el fin de consagrar las comunidades católicas chinas a la protección de María, Reina de China. 
En la noche del 8 de septiembre de 1955, funcionarios de la Oficina de Asuntos Religiosos de Shanghái lo arrestaron. Su detención fue parte de una operación minuciosamente organizada: aproximadamente 300 laicos católicos chinos y unos veinte sacerdotes y religiosos fueron arrestados en la misma noche. Después de cinco años de prisión, el obispo Gong fue condenado a cadena perpetua en 1960, y no fue liberado hasta mediados de la década de 1980. Permaneció bajo arresto domiciliario durante los primeros años después de su salida de la cárcel. En 1988, fue finalmente liberado de su confinamiento. En 1991, el papa Juan Pablo II anunció que Gong había sido nombrado cardenal in pectore (literalmente "en el pecho", por lo tanto, en secreto) varios años antes, en 1979. Se le permitió salir del país a principios de 1990 para unirse a sus familiares en los Estados Unidos de América, donde murió en 2000. El nombramiento de Gong a la sede de Shanghái en 1950 lo convirtió en el primer obispo chino residente de una comunidad católica que remontaba sus raíces a 1608, cuando un jesuita italiano, Lazzaro Cattaneo, estableció un comunidad allí a petición del erudito de la dinastía Ming Paul Xu Guangqi (1562-1633).
Fue víctima de la persecución del PCCh. Solo por su creencia firme en Dios, lo encerraron en confinamiento solitario durante más de treinta años. Lo presionaron para que renunciara a su fe y aceptara el mando del Comité Patriótico Tripartito del PCCh a cambio de su liberación. Gong lo rechazó y ante las peticiones de los carceleros para que renegaran de su fe, él contestaba a gritos: “¡Viva Cristo Rey! ¡Viva el Papa!”., después de que fue liberado, a fines de los ochenta, viajó a los Estados Unidos.
La diócesis de Shanghái y su obispo Ignacio Gong Pinmei eran un símbolo para todo el inmenso país, el baluarte de la resistencia católica contra el proyecto del Partido Comunista de crear una Iglesia nacional de régimen que renegara de todo vínculo con la Sede Apostólica, considerada la «central imperialista» vaticana.
Cuando murió, con más de noventa años, dejó un testamento que decía: “Quiero que lleven mi sepultura a Shanghái una vez que el PCCh no gobierne más en China”.
Juan Pablo II lo hizo cardenal “in pectore” en el consistorio del 30 de junio de 1979 y le confirió la púrpura en 1988. Está enterrado en el Cementerio de la Misión de Santa Clara en Santa Clara (California).